# Toutlemonde
Toutlemonde település Franciaországban, Maine-et-Loire megyében. Lakosainak száma 1316 fő (2022. január 1.). Toutlemonde Chanteloup-les-Bois, Maulévrier, Mazières-en-Mauges, Nuaillé és Yzernay községekkel határos.

## Népesség
A település népessége az elmúlt években az alábbi módon változott:
| Lakosok száma | 544  | 836  | 973  | 1112 | 1208 | 1305 | 1334 | 1322 | 1316 | 1316 |
|               | 1968 | 1982 | 1990 | 2006 | 2013 | 2015 | 2017 | 2019 | 2020 | 2022 |